# Melanolophia ejectaria
Melanolophia signataria là một loài bướm đêm trong họ Geometridae.